# Phasenanschnittsteuerung

Phasenanschnittsteuerung: (a) Netzspannung als Funktion der Zeit, (b) und (c) Ausgangsspannung bei hoher und niedriger Leistung. Kleine Pfeile zeigen an, wann der Triac gezündet wird.

Phasenanschnittsteuerung und Phasenabschnittsteuerung dienen als Leistungssteller elektrischer Verbraucher, die mit Wechselspannung betrieben werden. Typische Anwendungen sind Dimmer, die Drehmomentregelung von Wechselstrommotoren (z. B. elektrische Handbohrmaschinen) oder die Stromeinstellung beim Widerstandsschweißen mit Wechselstrom. 

## Funktionsweise
Bei der Phasenanschnittsteuerung wird der Stromfluss meist durch einen Triac (Antiparallelschaltung zweier Thyristoren) gesteuert. Nach dem Nulldurchgang der Wechselspannung (und des Stromes) leitet der Triac den Strom so lange nicht, bis er einen Zündimpuls erhält; ab diesem Zeitpunkt (dieser „Phase“ des Wechselstromsignals) wird der Verbraucher mit Energie versorgt (bis zum nächsten Nulldurchgang). Je später der Triac gezündet wird, desto geringer ist die mittlere Leistung.

## Phasenanschnitt- und Phasenabschnittsteuerung
Während bei der Phasenanschnittsteuerung der Strom verzögert nach dem Nulldurchgang der Wechselspannung eingeschaltet wird und bis zum nächsten Nulldurchgang fließt, ist es bei der Phasenabschnittsteuerung umgekehrt: Der Strom wird nach dem Nulldurchgang sofort eingeschaltet und vor dem nächsten Nulldurchgang wieder ausgeschaltet. Der Schaltungsaufwand für Letztere ist höher als für Erstere: es müssen entweder abschaltbare Thyristoren (GTO-Thyristor) oder Power-MOSFET resp. IGBTs verwendet werden, und auch die Steuerungselektronik ist aufwändiger.
Die Phasenanschnittsteuerungen sind für kapazitive Lasten nicht geeignet (wegen des plötzlichen Spannungsanstiegs, es würde ein extrem hoher Strom fließen), dafür werden Phasenabschnittsteuerungen eingesetzt. Hingegen sind Phasenabschnittsteuerungen nicht für induktive Lasten geeignet (Spannungsspitze beim Abschalten des Stromes).
Sogenannte Universaldimmer erkennen automatisch, ob eine induktive oder kapazitive Last vorliegt, und wirken demnach als Phasenan- oder -abschnittsteuerung.

## Effektivwert der Spannung

Beispiel: Phasenanschnitt einer 230 V Wechselspannung nach t_{0} = 3 ms

Zur Berechnung des Effektivwerts der Spannung genügt es, über eine halbe Periode des Spannungsverlaufs zu integrieren, da beide Sinushalbwellen den gleichen Phasenanschnitt erfahren:
{\displaystyle U_{\rm {eff}}={\sqrt {{\frac {1}{\frac {T}{2}}}\int _{0}^{\frac {T}{2}}u^{2}\left(t\right)\mathrm {d} t}}}
{\displaystyle ={\sqrt {{\frac {2}{T}}\int _{t_{0}}^{\frac {T}{2}}{\hat {u}}^{2}\sin ^{2}\left(2\pi {\frac {t}{T}}\right)\mathrm {d} t}}}
{\displaystyle ={\hat {u}}\cdot {\sqrt {{\frac {1}{2}}-{\frac {t_{0}}{T}}+{\frac {1}{4\pi }}\cdot \sin \left(4\pi {\frac {t_{0}}{T}}\right)}}}
Hier ist T die Periodendauer und û die Amplitude der Eingangsspannung.
t0 ist die Zeit zwischen dem Nulldurchgang der Eingangsspannung und dem Phasenanschnitt.
Wird beispielsweise die Netzspannung von 230 V (Û = 230 V · √2 = 325,27 V) bei einer Netzfrequenz von 50 Hz (Periodendauer T = 20 ms) zum Zeitpunkt t0 = 3 ms nach dem Nulldurchgang angeschnitten, ergibt sich eine effektive Spannung von ca. 212,22 V am Verbraucher.

## Vor- und Nachteile der Phasenanschnittsteuerung
Der Vorteil der Phasenanschnittsteuerung (und Phasenabschnittsteuerung) im Vergleich zu Schaltungen, bei denen die Spannung durch einen Widerstand geregelt wird, ist ihr sehr geringer Leistungsverlust. Im Gegensatz zu komplizierten regelbaren Schaltnetzteilen, die auch geringen Leistungsverlust haben, ist eine Phasenanschnittsteuerung wesentlich einfacher und kleiner aufzubauen und weniger störanfällig. Die ebenfalls zur Leistungssteuerung verwendeten Stelltransformatoren sind wesentlich größer und schwerer als Phasenanschnittsteuerungen.
Der Verbraucher erhält von der Phasenanschnittsteuerung oder Phasenabschnittsteuerung eine nicht-sinusförmige Spannung. Während das für ohmsche Verbraucher wie Glühlampen und Heizwiderstände kein Problem darstellt, können elektronische Geräte, die an eine Phasenanschnittsteuerung angeschlossen werden, dadurch beschädigt werden.
Bei Transformatoren, z. B. für Halogenlampen ist Vorsicht geboten: Es ist einerseits darauf zu achten, dass die Phasenanschnittsteuerung (d. h. der Dimmer) für diese Anwendung geeignet ist, andererseits sollten keine Schaltnetzteile, wie sie heute zunehmend eingesetzt werden, an Phasenanschnittsteuerungen angeschlossen werden. Der Transformator kann durch den erhöhten Anteil an Harmonischen der Grundwelle im Ausgangsstrom der Steuerung thermisch überlastet werden.
Es gibt jedoch Phasenabschnittsteuerungen, die für elektronische Spannungswandler geeignet sind. Schaltnetzteile erkennt man daran, dass sie viel kleiner und leichter als Transformatoren gleicher Leistung sind. Mit Universaldimmern mit automatischer Lasterkennung können sowohl Transformatoren als auch Schaltnetzteile verwendet werden. Die meisten Phasenanschnittsteuerungen (Dimmer) sind nicht für Leuchtstofflampen oder Energiesparlampen geeignet.
Der größte Nachteil von Phasenanschnittsteuerungen (und Phasenabschnittsteuerungen) ist der nicht-sinusförmige Verlauf des Stromes. Weil Strom und Spannung nicht dieselbe Form besitzen, tritt eine Verzerrungsblindleistung auf. Die zeitlich nacheilende Verschiebung des Stromes gegenüber dem Spannungsverlauf wirkt sich wie eine induktive Belastung aus, die von den Elektrizitätsversorgungsunternehmen nur bei kleinen Leistungen toleriert wird. Bei großen Leistungen muss deshalb entweder eine Schwingungspaketsteuerung verwendet werden, die keine Phasenverschiebung verursacht, oder die Grundschaltung der Phasenanschnittsteuerung muss erweitert werden, um dasselbe zu erreichen oder wenigstens die Phasenverschiebung zu verkleinern.

## Erweiterte Grundschaltung
Um bei großen Leistungen die Phasenverschiebung zu vermeiden oder zu verringern, wird die Grundschaltung der Phasenanschnittsteuerung erweitert. Dazu bestehen zwei Möglichkeiten:
- Die Phasenanschnittsteuerung muss mit einer Phasenabschnittsteuerung ergänzt werden, so dass keine Verschiebung zwischen der Strom- und Spannungsgrundwelle entsteht. Dieses Verfahren wird Sektorsteuerung genannt.[1]
- Anstelle einer einzigen Triac-Stufe werden nach einem Stufentransformator mehrere Triac-Stufen in Serie geschaltet. Während des Betriebes wird jeweils nur eine einzige Stufe im Phasenanschnitt-Betrieb genutzt, während die anderen Stufen entweder ganz gesperrt sind oder bereits ab dem Nulldurchgang der Spannung leiten. Dadurch kann die Phasenverschiebung wesentlich verkleinert werden. Dieses Verfahren wird Folgesteuerung genannt.[2]

Beide oben genannten Steuerungen werden auch für Elektrolokomotiven eingesetzt, die mit Wechselstrom betrieben werden (Thyristorsteuerung).

## Grundprinzip

Schaltplan einer Phasenanschnittsteuerung (vereinfacht)

Das Bild rechts zeigt den vereinfachten Schaltplan einer Phasenanschnittsteuerung. Die Lampe La wird über den Triac Tr gesteuert, dieser wird über den Diac Di gezündet. R1 und C1 vermindern die Hysterese sowie R2 und C2 bilden zwei Phasenschieber, durch die eine Verzögerung der Wechselspannung erfolgt, daher wird die Schwellenspannung des Diac erst lange nach dem Nulldurchgang erreicht und der Triac zündet erst kurz vor dem nächsten Nulldurchgang der Wechselspannung. Mit dem Potentiometer P kann eine weniger verzögerte Wechselspannung „beigemischt“ werden. Je kleiner sein Widerstand ist, desto früher zünden der Diac und der Triac und desto heller leuchtet die Lampe.
Zur Vereinfachung wurden in der Praxis wichtige Schaltungskomponenten (Sicherung, Entstördrossel und -Kondensator, RC-Glied am Triac zu dessen Schutz) nicht eingezeichnet.
Heute werden zur Ansteuerung des Triacs (oder Thyristors) oft auch integrierte Schaltungen verwendet, z. B. der TCA 785.

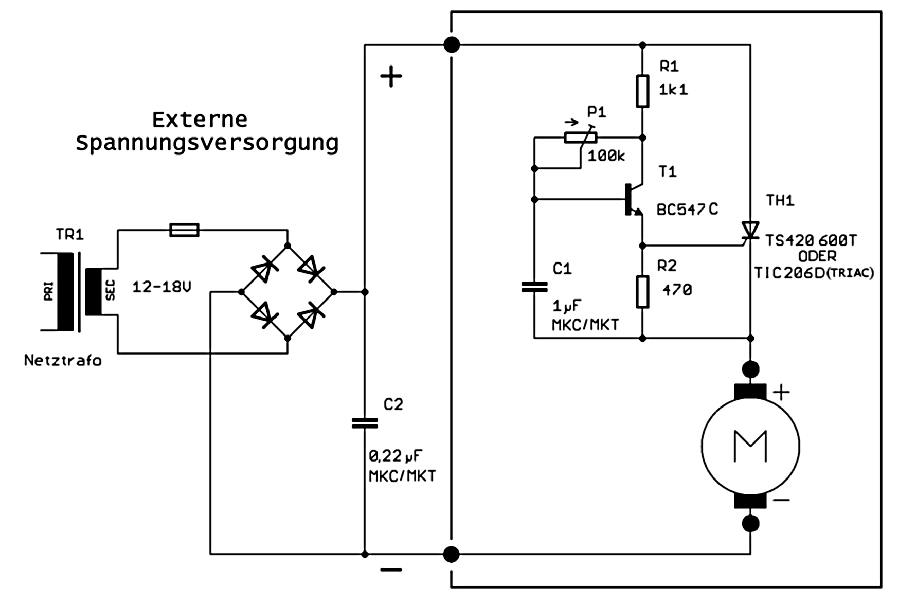
Thyristorsteuerung mit doppelter Netzfrequenz für einen Gleichstrommotor

Eine für Netz- bzw. Wechselspannungsversorgung ausgelegte Drehzahlregelung für vorzugsweise in Kleinwerkzeugen verbaute Gleichstrommotoren kann entweder auf einer Thyristor- oder Triac-Steuerung basieren. In dem gezeigten Beispiel einer industriellen Ausführung für Werkzeugmotoren bis ca. 50 W Leistungsaufnahme sorgt der Brückengleichrichter für nur in einem Polaritätsbereich gerichtete Halbwellen, so dass der Phasenanschnitt bzw. die Motortaktung mit der doppelten Netzfrequenz erfolgen. Der Thyristor oder Triac wird dann gezündet, wenn die Basis-Emitter-Spannung von T1 auf ca. 0,65 V angestiegen ist, so dass R1 auf das Gate durchgeschaltet und somit die Zündspannung geliefert wird. Die Schaltschwelle bzw. der Phasenanschnittwinkel wird vom Zeitglied aus P1 und C1 bestimmt.

## Belege
1. ↑  Dierk Schröder: Leistungselektronische Schaltungen: Funktion, Auslegung und Anwendung. Springer-Verlag, 2012, ISBN 978-3-642-30104-9, 2.9.7.1 Sektorsteuerung, S. 147–149 (google.de).
2. ↑  Dierk Schröder: Leistungselektronische Schaltungen: Funktion, Auslegung und Anwendung. Springer-Verlag, 2012, ISBN 978-3-642-30104-9, 2.9.6 Folgesteuerung von Teilstromrichtern, S. 141–146 (google.de).